# هدایت‌الله دیده‌بان
هدایت‌الله دیده‌بان (زادهٔ ۱۳۴۶ – درگذشتهٔ ۱۳ خرداد ۱۴۰۴) محیط‌بان و مسئول منطقه حفاظت‌شده خائیز در استان کهگیلویه و بویراحمد بود. او که به دلیل شجاعت و تعهدش به «رستم زاگرس» شهرت داشت، پس از ۱۵ سال خدمت، در یک کمین از پیش طراحی‌شده توسط شکارچیان غیرمجاز، در حین انجام وظیفه به قتل رسید. کشته‌شدن او که یکی از برجسته‌ترین محیط‌بانان کشور بود، بازتاب گسترده‌ای در سطح ملی داشت و به تسریع روند اصلاحات قانونی برای حمایت از محیط‌بانان ایران منجر شد.

## زندگی و خدمات

### زندگی شخصی و تعهد
هدایت‌الله دیده‌بان در زمان درگذشت، مردی ۵۸ ساله و متأهل بود. همسر او، نسترن منصوری‌نژاد، پس از درگذشت وی، پیگیر پرونده قضایی او شد. در منابع موجود اشاره‌ای به داشتن فرزند نشده است. تعهد او به حفاظت از طبیعت به قدری عمیق بود که به گفته یکی از همکارانش، ازدواج را به تأخیر انداخته بود تا مبادا تعهدات خانوادگی او را از خدمت به منطقه خائیز بازدارد.
فاجعه قتل او به همین‌جا ختم نشد و پیامدهای ویرانگری برای خانواده‌اش به همراه داشت. خواهر وی، قمر دیده‌بان، تنها چند روز پس از کشته‌شدن برادرش، در تاریخ ۱۷ خرداد ۱۴۰۴، بر اثر فشار روحی شدید و اندوه فراوان دچار سکته قلبی شد و درگذشت. این واقعه تلخ نشان می‌دهد که خشونت علیه محیط‌بانان تنها به قربانی اصلی محدود نمی‌شود، بلکه با ایجاد موجی از آسیب‌های روانی، خانواده‌ها را متلاشی کرده و جامعه محلی را داغدار می‌کند.

### سوابق حرفه‌ای و اعتبار
دیده‌بان با ۱۵ سال سابقه خدمت، از محیط‌بانان کهنه‌کار و باتجربه کشور محسوب می‌شد او مسئولیت مهم ریاست منطقه حفاظت‌شده خائیز را بر عهده داشت. با وجود سابقه طولانی و جایگاه مدیریتی، او همچنان به عنوان نیروی قراردادی در اداره کل حفاظت محیط زیست کهگیلویه و بویراحمد فعالیت می‌کرد. این وضعیت استخدامی، یک تناقض آشکار را نمایان می‌سازد؛ فردی با ۱۵ سال سابقه در یکی از پرخطرترین مشاغل دولتی و با مسئولیتی کلیدی، فاقد امنیت شغلی یک کارمند رسمی بود.
او در میان همکاران و فعالان محیط زیست به عنوان یکی از بهترین و متعهدترین محیط‌بانان استان و کشور شناخته می‌شد. همکارانش او را «معلمی» توصیف کرده‌اند که «بی‌حاشیه، بی‌ادعا و بی‌نیاز از ستایش دیگران» بود. به دلیل شجاعت و نقش بی‌بدیلش در حفاظت از طبیعت منطقه، به او لقب «رستم زاگرس» داده بودند. او «عاشق بوم‌ناحیه‌های زاگرس» بود و «خائیز را با تمام وجودش دوست داشت».

### افتخارات و تقدیرهای ملی
او در سال ۱۳۹۴ شمسی (۲۰۱۵-۲۰۱۶ میلادی) موفق به دریافت «جایزه یحیی» شد. این جایزه که به یاد محیط‌بان، یحیی شاهکوه محلی، نام‌گذاری شده، هر ساله از سوی سازمان حفاظت محیط زیست به محیط‌بانان برجسته کشور اهدا می‌شود. کسب این جایزه، جایگاه او را به عنوان «محیط‌بان نمونه کشوری» تثبیت کرد. در مصاحبه‌ای در تاریخ ۱۵ فروردین ۱۴۰۲، او اشاره کرده بود که برخی متخلفان را تا ۱۰ بار دستگیر کرده است.

## آخرین گشت؛ روایتی از یک ترور برنامه‌ریزی‌شده

### کمین در تاریخ ۱۳ خرداد ۱۴۰۴
در حوالی ساعت ۱۷:۵۰ روز سه‌شنبه ۱۳ خرداد ۱۴۰۴، هدایت‌الله دیده‌بان گزارشی فریبنده مبنی بر حضور شکارچیان غیرمجاز در منطقه خائیز دریافت کرد. تماس‌گیرنده، او را به محلی مشخص در حوالی «تنگه بیستم» کشاند.
هنگامی که در جاده آسفالته بهبهان به سد مارون، در محلی به نام «تنگ بستانک» در حال تردد بود، شکارچیان که در آنجا کمین کرده بودند، خودروی او را به رگبار بستند. مهاجمان او را در حالی که پشت فرمان بود، هدف قرار دادند. گلوله‌ای به صورت مستقیم به سمت چپ سر او اصابت کرد و منجر به کشته‌شدن فوری وی شد. برخی گزارش‌ها حاکی از آن است که او با سه گلوله از یک سلاح جنگی به قتل رسیده است. قاتلان از پیکر بی‌جان او عکس گرفته و آن را منتشر کردند.

### تاریخچه مستند درگیری‌ها
متهم اصلی فراری، سابقه درگیری و تلاش برای قتل او را در پرونده خود داشت. حدود چهار ماه پیش از این واقعه، در تاریخ ۱۱ بهمن ۱۴۰۳، همین متهم به همراه فردی دیگر قصد ترور دیده‌بان را داشتند و از فاصله پنج متری به سمت او و سایر محیط‌بانان شلیک کرده بودند.
این سوءقصد نافرجام به طور رسمی به دادستان عمومی و انقلاب بهبهان گزارش شده بود. با این حال، متهم با وجود چنین اقدام آشکاری، زندانی نشد و آزاد بود. علاوه بر این، متهم اصلی دارای سوابق کیفری متعددی از جمله اقدام به آدم‌ربایی، ضرب و جرح، سرقت و استفاده از سلاح سرد بود و پیش از این نیز به خانه دیده‌بان دستبرد زده و سلاح سازمانی او را به سرقت برده بود.

## پیگیری‌ها و تلاش برای اجرای عدالت

### تحقیقات و تعقیب قضایی
بلافاصله پس از این جنایت، تحقیقات گسترده‌ای آغاز شد و هماهنگی‌هایی با دادستان‌های اهواز، گچساران و دهدشت صورت گرفت. در کمتر از ۴۸ ساعت، دو نفر از متهمان پرونده دستگیر شدند.
متهم اصلی و عامل تیراندازی که هویت او «فردین سیاسی» اعلام شده است، متواری شد. مقامات قضایی با انتشار تصویر بدون پوشش او، از مردم برای شناسایی و دستگیری وی درخواست کمک کردند. احمدرضا رادان، فرمانده کل انتظامی جمهوری اسلامی ایران (فراجا)، دستور ویژه‌ای برای پیگیری جدی و دستگیری هرچه سریع‌تر قاتل فراری صادر کرد.

### فرآیند قضایی و مشکلات خانواده
پرونده قتل دیده‌بان در دادسرای بهبهان در حال رسیدگی است. صدور رأی نهایی تا زمان دستگیری متهم سوم امکان‌پذیر نیست. همسر وی، نسترن منصوری‌نژاد، اعلام کرد که وکلای شهرستان بهبهان به دلیل اینکه متهم فراری از «اشرار» شناخته‌شده منطقه است، از پذیرش وکالت پرونده هراس دارند. در پاسخ، مسئولان سازمان حفاظت محیط زیست اعلام کردند که معاونت حقوقی سازمان پیگیر پرونده بوده و وکیلی برای آن تعیین شده است.

### گاه‌شمار رویدادهای کلیدی
| تاریخ (شمسی)      | رویداد                   | جزئیات کلیدی                                                                              | منبع   |
| ----------------- | ------------------------ | ----------------------------------------------------------------------------------------- | ------ |
| ۱۱ بهمن ۱۴۰۳      | سوءقصد نافرجام           | متهم اصلی به همراه فردی دیگر به سمت دیده‌بان و همکارانش تیراندازی کرد اما موفق به قتل نشد. | [ ۴ ]  |
| ۱۳ خرداد ۱۴۰۴     | قتل هدایت‌الله دیده‌بان    | در کمین شکارچیان غیرمجاز در تنگ بستانک با شلیک مستقیم گلوله به سر به قتل رسید.            | [ ۱۰ ] |
| ۱۵-۱۶ خرداد ۱۴۰۴  | دستگیری دو متهم          | دو نفر از عاملان قتل در کمتر از ۴۸ ساعت شناسایی و دستگیر شدند.                            | [ ۱۱ ] |
| ۱۶ خرداد ۱۴۰۴     | تشییع و خاکسپاری         | پیکر شهید با حضور مقامات و مردم در آرامستان بهشت رضوان بهبهان به خاک سپرده شد.            | [ ۱ ]  |
| ۱۷ خرداد ۱۴۰۴     | درگذشت خواهر شهید        | قمر دیده‌بان، خواهر شهید، بر اثر سکته ناشی از تألمات روحی درگذشت.                          | [ ۱۲ ] |
| ۲۱ خرداد ۱۴۰۴     | انتشار تصویر متهم فراری  | تصویر فردین سیاسی، متهم اصلی، برای جلب مشارکت مردمی در دستگیری او منتشر شد.               | [ ۴ ]  |
| اواخر تیر ۱۴۰۴    | دستور ویژه فرمانده فراجا | سردار رادان دستور پیگیری ویژه برای دستگیری متهم فراری را صادر کرد.                        | [ ۱۳ ] |
| مرداد ۱۴۰۴ به بعد | ادامه تعقیب متهم اصلی    | با وجود گذشت ماه‌ها، متهم اصلی پرونده همچنان متواری است.                                   | [ ۴ ]  |

## میراث و تأثیرات ملی

### بزرگداشت و سوگواری عمومی
مراسم تشییع پیکر دیده‌بان با حضور مقامات عالی‌رتبه از جمله شینا انصاری، رئیس سازمان حفاظت محیط زیست، و اقشار مختلف مردم در آرامستان بهشت رضوان بهبهان برگزار شد. مراسم بزرگداشت باشکوهی نیز در حسینیه ثارالله یاسوج برگزار گردید. دامنه این بزرگداشت‌ها حتی به خارج از کشور نیز کشیده شد و زائران ایرانی در صحرای منا در ایام حج، مراسمی برای یادبود او برپا کردند.
یکی از مهم‌ترین اقدامات برای زنده نگه داشتن یاد او، تصویب نام‌گذاری یک بلوار اصلی در شهر بهبهان به نام «بلوار محیط‌بان شهید هدایت‌الله دیده‌بان» بود. این اقدام در ابتدا با حساسیت‌هایی مواجه شد، اما فرمانداری بهبهان با صدور بیانیه‌ای اعلام کرد که مکان جدیدی به نام شهید دیده‌بان نام‌گذاری خواهد شد.

### نقطه عطفی برای اصلاحات قانونی
کشته‌شدن دیده‌بان، به همراه جان باختن چند محیط‌بان دیگر، به تشدید درخواست‌ها برای اصلاح قوانین حمایتی از محیط‌بانان منجر شد. این بحث‌ها بر روی «قانون نحوه به‌کارگیری سلاح» متمرکز شد. بسیاری از کارشناسان اذعان داشتند که قانون فعلی، محیط‌بانان را در یک موقعیت دو سر باخت قرار می‌دهد.
در پی این حوادث، نمایندگان مجلس، از جمله رئیس کمیسیون قضایی و حقوقی، اعلام کردند که اصلاح این قانون در اولویت قرار گرفته است. هدف از این اصلاحیه، قرار دادن محیط‌بانان در زمره «ضابطان مسلح» است تا از حمایت‌های قانونی مشابه با سایر نیروهای انتظامی برخوردار شوند. کشته‌شدن دیده‌بان، اراده سیاسی لازم برای تسریع این اصلاحات را ایجاد کرد.

### زمینه گسترده‌تر حفاظت از محیط زیست در ایران
تا مردادماه ۱۴۰۴، آمار شهدای محیط‌بانی در ایران به ۱۲۸ نفر و تعداد جانبازان این عرصه به بیش از ۳۵۰ نفر رسیده است. پرونده او بسیاری از چالش‌های ساختاری در حوزه حفاظت از محیط زیست ایران را نمایان ساخت: کمبود شدید نیرو، تجهیزات ناکافی و فرسوده و حمایت‌های ناکافی سازمانی.

## در رسانه‌ها
در مستند «امیدبان» که بخش‌هایی از آخرین گشت‌ها و مصاحبه‌های هدایت‌الله دیده‌بان را به تصویر می‌کشد، او دیدگاه‌های خود را درباره سختی‌ها، انگیزه‌ها و واقعیت‌های شغل محیط‌بانی بیان می‌کند. این صحبت‌ها عمق دغدغه‌مندی و تعهد او به حفاظت از طبیعت را آشکار می‌سازد.

### مواجهه با خطر و نابرابری در تجهیزات
دیده‌بان در این مستند، بزرگ‌ترین خطر شغل خود را نه حیوانات وحشی، بلکه انسان‌های قانون‌شکن معرفی می‌کند. او تأکید داشت:

«خطرناک‌ترین لحظه کاری ما با انسان بوده. ما با حیات وحش هیچ مشکلی نداشتیم. به فاصله دو متری، سه متری پلنگ رسیدم، خرس دیدم، گرگ دیدم، هیچ آسیبی به ما نرسوندن. ولی انسان به ما آسیب رسوند، چه با تفنگ ساچمه‌زنی، چه با تفنگ جنگی.»

او همچنین به نابرابری آشکار میان تجهیزات محیط‌بانان و سلاح‌های جنگی شکارچیان غیرمجاز اشاره کرده و این وضعیت را یک چالش اساسی برای حافظان طبیعت می‌دانست:

«اسلحه ما همینه، اسلحه جنگی ما همینه. ما با همین اسلحه می‌ریم با متخلفی که کلاشنیکف دستشه، ژ-۳ دستشه، باهاش درگیر می‌شیم. خب این نابرابریه.»

### انگیزه خدمت و فشار روانی
او انگیزه اصلی خود و همکارانش برای تحمل این شرایط دشوار را «عشق و علاقه» به طبیعت معرفی می‌کند و معتقد بود بدون این عامل، فعالیت در این عرصه با توجه به حقوق و مزایای ناچیز و خطرات جانی، غیرممکن است:

«شما حساب بکن یه محیط‌بانی که ماهی یک میلیون و پونصد، یک میلیون و ششصد حقوقشه، بیاد جون خودشو به خطر بندازه... اگه عشق نباشه، اگه علاقه نباشه، کسی این کارو نمی‌کنه.»

دیده‌بان همچنین به فشار روانی شدید و استرس مداوم این شغل اشاره می‌کند و می‌گوید:

«اگه بخوایم حساب بکنیم، هر محیط‌بانی باید حداقل روزی یه دونه قرص اعصاب بخوره... از صبح که میایم تا شب، همه‌اش استرسه. همه‌اش درگیری فکریه.»

او ناامیدی را بزرگ‌ترین آفت برای کار حفاظت می‌دانست و بر ضرورت امیدوار بودن تأکید داشت:

«اگه ما ناامید باشیم، مطمئن باش کیفیت کار ما هم پایین میاد. وقتی حال محیط زیست خوب نباشه، مطمئن باش ما هم بیمار می‌شیم... ناامیدی خوب نیست. ما باید امیدوار باشیم.»

### مصاحبه با فصلنامه بوم کره
در مصاحبه‌ای که در تاریخ ۱۵ فروردین ۱۴۰۲ با فصلنامه علمی فرهنگی اجتماعی «بوم کره» انجام شد و در بهار ۱۴۰۳ به چاپ رسید، هدایت‌الله دیده‌بان به تشریح جنبه‌های مختلف فعالیت حرفه‌ای و دیدگاه‌های شخصی خود پرداخت.
او در این گفتگو به بازگشت پلنگ به منطقه حفاظت‌شده خائیز به عنوان یک دستاورد مهم اشاره کرد و گفت: «تا ده سال اول کارم سرگین و ردپای پلنگ را ندیدم اما در حال حاضر بارها از ردپای پلنگ در صفحه اینستاگرامم منتشر کرده‌ام.» 
دیده‌بان همچنین به خطرات جانی و چالش‌های حقوقی شغل خود اشاره کرد. او بیان داشت که با وجود داشتن مجوز حمل سلاح، تا آن زمان دو بار هدف گلوله قرار گرفته بود. در یک مورد، یک شکارچی شبانه کانکس محل سکونت او را به آتش کشید و هنگام خروج، به سمت او شلیک کرد. او همچنین به حادثه‌ای دیگر اشاره کرد که در آن با وجود مسلح نبودن، به همراه همکارانش به مدت ۱۷ روز بازداشت شد و همکارش برای مدتی زندانی گردید، در حالی که از تمام آن اتفاقات فیلم‌برداری کرده بود. 
او ضعف قوانین و عدم بازدارندگی مجازات‌ها را یکی از معضلات اصلی می‌دانست و گفت: «شکارچیانی هستند که ۱۰ بار آنها را دستگیر کرده‌ام یا کسی را به خاطر می‌آورم که ۱۲ قبضه اسلحه از او گرفتم ولی هنوز هم ممکن است در این اطراف پیدایش کنم.»
دیده‌بان در بخش دیگری از این مصاحبه، به کمبود بودجه و امکانات اشاره کرد و توضیح داد که حتی پس از کسب جایزه ملی یحیی در سال ۱۳۹۴، حمایت سازمان از منطقه افزایش نیافته و او با هزینه شخصی اقدام به ساخت آبشخور و نصب تابلوهای هشدار در جاده کرده است. او همچنین از تهدیدهای شخصی مانند اسیدپاشی روی خودرو و به آتش کشیدن موتورسیکلتش سخن گفت. 
در پایان، او انگیزه اصلی خود برای ورود به این عرصه را خاطره‌ای از دوران کودکی و تذکر پدرش دانست که به او گفته بود: «پرنده‌ای که به خانه تو پناه آورده را نباید بکشی.» او همچنین از دانشجویان و جامعه دانشگاهی خواست تا با «رسانه‌ای کردن گزارش‌ها، پیگیری مسائل محیط زیست و داشتن فعالیت‌های میدانی» به حفاظت از طبیعت کمک کنند. 